# Raí Ramos
Raí dos Reis Ramos (Japorã, 6 maggio 1994) è un calciatore brasiliano, difensore dell'Atl. Goianiense.

## Carriera
Raí Ramos ha giocato nei settori giovanili di Atlético Mineiro e Bahia prima di fare il suo debutto professionistico con il Monte Azul nella Copa Paulista 2013. Successivamente si è trasferito al Londrina, dove ha continuato il suo percorso di crescita nel settore giovanile.
Nel 2015 si è affacciato alla prima squadra giocando un incontro nel Campionato Paranaense, dopodiché è stato prestato al Toledo EC dove ha giocato nella Taça FPF arrivando secondo. Tornato al Londrina nel gennaio 2016, ha giocato alcuni incontri nel campionato statale ed ha esordito in Série B, il 1º giugno contro il Paraná. Più tardi nello stesso anno è stato prestato all'Operário-PR con cui ha vinto la Taça FPF.
Dopo aver trascorso la stagione 2017 senza giocare un minuto, Raí Ramos, nel 2018 è stato prestato allo Shukura Kobuleti, militante in Erovnuli Liga 2 in Georgia. Qui ha giocato con regolarità mettendo insieme 37 presenze e 7 reti. Rientrato in Brasile nel gennaio 2019, nelle successive due stagioni ha trovato maggior spazio fra le file del club bianco-azzurro.
Il 22 ottobre 2020 si è trasferito all'Oeste. Il 14 luglio successivo ha lasciato nuovamente il Brasile per raggiungere i portoghesi del Varzim in Liga Portugal 2. Terminata la stagione, il 7 luglio 2022, è tornato in patria firmando con l'Ituano. Fin da subito titolare, nel 2023 ha raggiunto le semifinali del Campionato Paulista.
Il 24 marzo 2023, è stato acquistato dal San Paolo, con cui ha sottoscritto un contratto fino alla fine del 2025. Ha esordito con il club il 18 aprile, partendo titolare nella vittoria per 2-0 contro l'Academia P.C. in Coppa Sudamericana. Quattro giorni più tardi ha esordito anche in Série A, contro l'Atlético Mineiro.

## Statistiche

### Presenze e reti nei club
Statistiche aggiornate al 14 giugno 2023.
| Stagione        | Squadra          | Campionato      | Campionato | Campionato | Coppe nazionali | Coppe nazionali | Coppe nazionali | Coppe continentali | Coppe continentali | Coppe continentali | Altre coppe | Altre coppe | Altre coppe | Totale | Totale | Totale |
| Stagione        | Squadra          | Comp            | Pres       | Reti       | Comp            | Pres            | Reti            | Comp               | Pres               | Reti               | Comp        | Pres        | Reti        | Pres   | Reti   |        |
| --------------- | ---------------- | --------------- | ---------- | ---------- | --------------- | --------------- | --------------- | ------------------ | ------------------ | ------------------ | ----------- | ----------- | ----------- | ------ | ------ | ------ |
| 2013            | Monte Azul       | A2/SP           | 0          | 0          |                 | -               | -               |                    | -                  | -                  | CP          | 5           | 0           | 5      | 0      |        |
| 2015            | Londrina         | A1/PR+C         | 1+0        | 0          | CB              | 0               | 0               |                    | -                  | -                  |             | -           | -           | 1      | 0      |        |
| 2015            | Toledo EC        | A2/PR           | 0          | 0          |                 | -               | -               |                    | -                  | -                  | T-FPF       | 13          | 2           | 13     | 2      |        |
| 2016            | Londrina         | A1/PR+B         | 5+1        | 0          | CB              | 1               | 0               |                    | -                  | -                  |             | -           | -           | 7      | 0      |        |
| 2016            | Operário-PR      | A1/PR           | 0          | 0          |                 | -               | -               |                    | -                  | -                  | T-FPF       | 6           | 2           | 6      | 2      |        |
| 2017            | Londrina         | A1/PR+B         | 0          | 0          | CB              | 0               | 0               |                    | -                  | -                  |             | -           | -           | 0      | 0      |        |
| 2018            | Shukura Kobuleti | EL2             | 34         | 7          | CG              | 3               | 0               |                    | -                  | -                  |             | -           | -           | 37     | 7      |        |
| 2019            | Londrina         | A1/PR+B         | 8+27       | 0+1        | CB              | 6               | 0               |                    | -                  | -                  |             | -           | -           | 41     | 1      |        |
| 2020            | Londrina         | A1/PR+C         | 11+6       | 0          | CB              | 1               | 0               |                    | -                  | -                  |             | -           | -           | 18     | 0      |        |
| Totale Londrina | Totale Londrina  | Totale Londrina | 59         | 1          |                 | 8               | 0               |                    | -                  | -                  |             | -           | -           | 67     | 1      |        |
| 2020            | Oeste            | B               | 9          | 1          | CB              | 0               | 0               |                    | -                  | -                  |             | -           | -           | 9      | 1      |        |
| 2021            | Oeste            | A2/SP+C         | 18+1       | 1+0        |                 | -               | -               |                    | -                  | -                  |             | -           | -           | 19     | 1      |        |
| Totale Oeste    | Totale Oeste     | Totale Oeste    | 28         | 2          |                 | 0               | 0               |                    | -                  | -                  |             | -           | -           | 28     | 2      |        |
| 2021-2022       | Varzim           | SL              | 13         | 0          | CP+CdL          | 0               | 0               |                    | -                  | -                  |             | -           | -           | 13     | 0      |        |
| 2022            | Ituano           | B               | 18         | 0          |                 | -               | -               |                    | -                  | -                  |             | -           | -           | 18     | 0      |        |
| 2023            | Ituano           | A1/SP           | 13         | 1          | CB              | 2               | 0               |                    | -                  | -                  |             | -           | -           | 15     | 1      |        |
| Totale Ituano   | Totale Ituano    | Totale Ituano   | 31         | 1          |                 | 2               | 0               |                    | -                  | -                  |             | -           | -           | 33     | 1      |        |
| 2023            | San Paolo        | A               | 4          | 0          | CB              | 0               | 0               | CS                 | 3                  | 0                  |             | -           | -           | 7      | 0      |        |
| Totale carriera | Totale carriera  | Totale carriera | 169        | 11         |                 | 13              | 0               |                    | 3                  | 0                  |             | 24          | 4           | 209    | 15     |        |

## Palmarès

### Club

#### Competizioni statali
- Taça FPF: 1

Operário-PR: 2016
- Campeonato Cearense: 1

Ceará: 2024